# Неотантра
Тантричний секс або Неотантра[джерело?] — сексуальні практики, в тому числі і безконтактні, запозичені із тантризму.

## Традиційна тантра
Тантра — система, метою занять якої є досягнення духовного екстазу, який збільшує знання, розширює свідомість, сприяє розумінню світу природи.[джерело?] Тантра відточує почуття, розвиває здатності проникнення й почування. Засіб досягнення мети тантри — сексуальне задоволення, а на підготовчому етапі — спеціальні фізичні і психічні вправи. Тантра сприяє омолодженню тіла і розуму партнерів[джерело?].
Тантра сприяє тривалості статевого контакту (від введення до оргазму) від півгодини до півтори годин, більшою мірою насолоди і надзвичайної сили оргазму. В традиційній індійській тантрі називається майтгуна.
Тантра і йога мають багато спільного і є завершеними психофізичними системами, спрямованими на фізичне і духовне вдосконалення людини (тому замість «тантра» можна застосовувати термін «тантра-йога»). У кожній з них є кілька шляхів досягнення мети (а цілі у них однакові — досягнення духовного екстазу, тобто в результаті усвідомлення єдності всього сущого): в йозі — через діяльність, знання, любов до Бога, психічні вправи; в тантри — через звуки, зорові образи, статеві зносини (статеві зносини є в тантри найефективнішим засобом досягнення мети).
Техніку тантричного сексу описано у текстах — «Тантрах». Передбачає вміння відчувати різну життєву енергію (кундаліні), що сконцентрована в 7 чакрах — енергетичних центрах тіла людини. З технічного боку процес описується як пробудження енергії, що спить як правило в нижніх чакрах для підйому її у верхні чакри в голові через енергетичний канал хребта — сушумну.
Так як в неотантрі сексуальність є припустимою, більше того, сексуальні енергії пробуджуються і активно використовуються для саморозвитку, то слова тантра, тантричний, як мають духовну конотацію, можуть бути використані як «шляхетні синоніми», замінники «секс, сексуальний». І тантричним сексом можуть іменувати звичайний секс, але з індійською або тибетської атрибутикою. Наприклад, організовану в комерційних цілях «груповуху» можуть красиво назвати «Семінар з тантричного сексу».

## Особливості
- Сприйняття сексу як практики самовдосконалення.
- Сприйняття партнера як втілення божества.
- Сприйняття будь-якої пози як йогічної асани.
- Повільність, що забезпечує довготривалість та поступове освоєння нових, більш «високих» енергетичних станів.
- Витончення та естетизація почуттів.
- Усвідомлення кожної миті з метою засвоєння свідомістю енергії, що вивільнюється в процесі.
- Не завжди передбачається звичайне закінчення, таке як оргазм, але передбачається «нескінченне» зростання стану, що обмежується лише поточними індивідуальними особливостями людини.

Неотантру іноді називають сексуальною йогою, яка дозволяє досягти практикуючим небувалих відчуттів під час сексу. Тантричний секс давно практикують в Індії. Для індусів така практика — це данина традиції. Популярністю тантра має бути вдячна сексуальної революції в Європі. Саме вона популяризувала тантру і додала до неї префікс «нео».
У минулому тантру сповідували, як вчення, яке дозволяє отримати контроль над своїм тілом за допомогою вправ, медитацій і дихання. Саме за допомогою дихання можна отримати нові відчуття, які до цього не були відомі досі. Секс ж у тантричному вченні розглядається не як спосіб отримання задоволення, а як спосіб обміну енергіями. Саме ж злягання у тантристів вельми рідко і використовується, як спосіб дати відчуття і енергію, а не отримати якийсь унікальний по відчуттях оргазм.
Спираючись на вчення тантри, в 1960-х була створена нова гілка, яка робила свій акцент саме на сексуальному моменті, який був присутній і в тантричному вченні. Неотантра базується на тому, що за допомогою дихання і концентрації на відчуттях свого партнера можна отримати оргазм нового рівня. Цей оргазм може відбуватися без сім'явиверження з боку чоловіка. У вченні неотантра можна знайти елементи вчення, які є в буддизмі. Фактично неотантра покликана оцінити фізіологічні можливості як чоловіків, так і жінок. Саме спільна практика обох партнерів надає можливість працювати не тільки на спільні відчуття в сексі, а й по-іншому подивитися на культуру тіла, так як неотантра передбачає сукупність розтяжок, медитації, дихальних вправ, еротичного масажу, а також концентрації на партнері.
Саме турбота про партнера вигідно відрізняє неотантру, як сімейну практику, яка дозволяє не просто відновити свої відносини, а й проявляти турботу про власне здоров'я й тіло. Одним з популярних напрямків у неотантрі є італійська сексуальна техніка «карецца». Суть цієї техніки в тому, що процес парування проходить у повільному темпі, при світлі і з постійним зоровим контактом. Зоровий контакт необхідний для того, щоб відстежувати реакції партнера і вчасно коригувати свої рухи і темп. Крім цього зоровий контакт дозволяє насолодитися більш тривалим і глибоким оргазмом[джерело?].
Партнери, які навіть нещодавно практикують неотантру, відзначають, що відносини стали більш глибокими, ніжними і навіть піднесеними. Крім позитивних відчуттів практика неотантри дозволяє провести профілактику несвоєчасного сім'явипорскування. Практики, які використовуються в неотантрі просто ідеально підходять літнім людям, але користуються попитом і у молоді, тому що дозволяє збільшити витривалість в сексі. Саме попит на це і привів до того, що з'явилися тренінги та семінари, які дають практичні рекомендації парам, які вирішили практикувати неотантру.

## Походження
Неотантра включає в себе як нью-ейдж так і сучасну західну інтерпретацію традиційних індійської і буддійської тантри[джерело?]. Дехто надає перевагу стародавнім і традиційним текстам і принципам, та багато інших використовують слово «тантра» як всеосяжну фразу для «священної сексуальності», і можуть включати неортодоксальні практики. Крім того, не всі елементи тантри використовують в неотантричних практиках, зокрема залежність від гуру.
Про тантричну практику стало відомо в західній культурі, спочатку в провінції Казвін в Персії наприкінці 18-го століття, і стала швидко поширюватись з 1960 року — її стали ототожнювати з сексуальними методами на Заході. Отже, сутність тантри як духовної практики часто упускається з виду. Ролі сексуальності в тантрі та в неотантрі, що пов'язані між собою, насправді дуже різні, що відображають істотні відмінності в їх культурному контексті.
Часто з'являються аспекти, такі як тваринний магнетизм, схожі на 19- го століття сексуальних технік називається Karezza використовується в спільноті Онейда; див. коїтус резерватус.
У Н. найбільш важливі особливості сексуальної практики обертаються навколо досвіду тонких енергій і забезпечують доступ до цих енергій для посилення задоволення і сприяють для позбавлення від егоїзму. Таким чином, тантрична сексуальність часто культивує екстатичну свідомість, а також збільшує духовне усвідомлення еротизму.
Тантричний секс може бути здійснено соло, в парі або в священних ритуальних групах. Специфіка цих методів часто тримається в секреті, і передається в усній традиції. Слід пам'ятати, що справжня духовна практика тантри є лише одним з аспектів всеосяжного духовного шляху медитації та що сексуальні й еротичні аспекти Тантри не можуть бути по-справжньому виконані без достатньої підготовки і дисципліни.
У буддизмі Ваджраяни, тантричні сексуальні практики (тибет.: Яб-Юм) є одним з аспектів останньої стадії духовного шляху, де він/вона, вже зрозуміли пустотності всіх речей, досягли просвітлення і вічного блаженства.

## Практики
Викладачі цієї версії тантри часто мають переконання, що секс і сексуальні переживання є священним актом, який здатний підняти його учасників на більш високий духовний рівень. Вони часто говорять про підвищення енергії Кундаліні, поклоніння Божественній Жіночності, активізуючи чакри. У цьому контексті слово «тантра», як правило, відноситься до безлічі методів для вирощування більш повноцінних любовних відносин. З іншого боку, є також деякі справді подвижники і викладачів у галузі сучасної тантри.
Гуру Бхагван Шрі Раджніш, пізніше відомий як Ошо, використовував свою версію тантри у поєднанні з дихальними техніками, біо- енергії, йогою, масажем і в деяких з груп у своєму ашрамі. Він є автором багатьох книг з медитації, даосизму, буддизму, і містиці, і принаймні шість із тантри. Одним з них є «Тантра, розуміння Всевишнього», в якому він пояснює вірші «Пісня Махамудри» Тілопи. Крім того з його бесід на Вігьян Бхайрав (або Віджная — Бхайрава), 112 практик до просвітління призвело до створення «Книги таємниць».
Одна з учнів Ошо, Марго Ананд, заснувала школу під назвою «Skydancing» — «тантра танцюючих небес». Вона є автором десятків книг, включаючи «Мистецтво щоденного екстазу» та «Мистецтво сексуальної магії». Інший сучасний тантрика є Даніель Одьє, який вважає, що бажання може бути дійсним шляхом до трансцендентності. Сексологи Енні Спрінкл і Джозеф Крамер (Секс-педагог) є двома прикладами практиків, які вчать священному еротичному масажу.
У 1997 році Дебора Тадж Анаполь організувала «Свято Ероса», Конференцію із священної сексуальності, вперше зібравши разом вчителів з Тантричних, даоських, суфійських, буддистських, юдейських, язичницьких, вікканських, Окультних, афро-карибських традицій і шаманів корінних американців.